# بوبي فريمان (لاعب كرة قدم أمريكية)
بوبي فريمان (بالإنجليزية: Bobby Freeman)‏ هو لاعب كرة قدم أمريكية أمريكي، ولد في 19 أكتوبر 1932 في برمنغهام في الولايات المتحدة، وتوفي في 30 ديسمبر 2003.

## وصلات خارجية
- بوبي فريمان على موقع مرجع كرة القدم المحترفة.كوم (الإنجليزية)